# Holochroa ochra
Holochroa ochra là một loài bướm đêm trong họ Geometridae.